# Електрична схема підключення

Приклад виконання електричної схеми підключення

Електри́чна схе́ма підклю́чення — вид електричної схеми, що показує зовнішні підключення виробу. Правила виконання цих схем та використання умовних графічних зображень збігаються з правилами виконання принципових електричних схем. Вони позначаються у шифрі основного напису символами Э5.

## Вимоги до схем підключення
На схемі підключення повинні бути зображені виріб, його вхідні і вихідні елементи (з'єднувачі, затискачі і т. п.) і кінці проводів і кабелів (багатожильних проводів, електричних шнурів) зовнішнього монтажу, що підводяться до них, біля яких поміщають дані про підключення виробу: характеристики зовнішніх електричних кіл і (або) адреси.

## Особливості виконання
Виріб на схемі зображують у вигляді прямокутника, а його вхідні і вихідні елементи — у вигляді умовних графічних позначень. Допускається зображати виріб у вигляді спрощених зовнішніх обрисів. Вхідні і вихідні елементи зображають в цьому випадку також у вигляді спрощених зовнішніх обрисів.
Розміщення зображень вхідних і вихідних елементів всередині графічного позначення виробу повинно приблизно відповідати їх дійсному розміщенню у виробі. На схемі повинні вказуватись позиційні позначення вхідних та вихідних елементів, присвоєні їм на принциповій схемі виробу.
Елементи вводу, через які проходять проводи (групи проводів, джгути, кабелі — багатожильні проводи, електричні шнури) зображують у вигляді умовних графічних позначень, встановлених стандартами ЄСКД. Прохідні ізолятори, гермовводи, сальники також зображують у вигляді умовних графічних позначень
На схемі слід вказувати позначення вхідних, вихідних або вивідних елементів, що нанесені на виріб. Якщо позначення вхідних, вихідних і вивідних елементів в конструкції виробу не вказані, то допускається умовно присвоювати їм позначення на схемі, повторюючи їх у відповідній конструкторській документації. При цьому на полі схеми поміщають необхідні пояснення.
На схемі біля умовних графічних позначень з'єднувачів, до яких приєднані проводи та кабелі, допускається вказувати найменування цих з'єднувачів і (або) позначення документів, на підставі яких вони застосовані. Дроти і кабелі (багатожильні дроти, електричні шнури) повинні бути показані на схемі окремими лініями. При необхідності на схемі вказують марки, перерізи, забарвлення проводів, а також марки кабелів (багатожильних проводів, електричних шнурів), кількість, перетин і зайнятість жил.